# 宽花
宽花（学名：Dracocephalum wallichii var. platyanthum）为唇形科青兰属下的一个变种。

## 扩展阅读
- 維基物種上的相關：宽花